# Vincenzo Filliucci
Vincenzo Filliucci, o Figliucci (Siena, 7 agosto 1566 – Roma, 6 aprile 1622), è stato un gesuita e teologo italiano.

## Biografia
Vincenzo Filliucci entrò diciottenne nella Compagnia di Gesù; fu professore di filosofia e matematica a Siena, poi di teologia morale nel Collegio Romano. Scrisse varie opere di morale, tra cui il corso Moralium quaestionum de christianis officiis et casibus conscientiae tomi duo (Roma 1622), nel quale sono, fra l'altro, esposte secondo i principi canonici importanti considerazioni sull'usura e sul cambio e vi è un'interessante trattazione della teoria della determinazione del prezzo. L'opera fu oggetto in seguito di vivaci attacchi da parte dei giansenisti, che la tacciavano di lassismo, e fu condannata dal Parlamento di Parigi nel 1762. A causa del suo probabilismo Filliucci fu oggetto degli strali di Blaise Pascal nelle sue Lettres Provinciales.